# Helix ceratina
Helix ceratina é uma espécie de gastrópode  da família Helicidae
É endémica de Córsega, França.